# Chandler Jacobs
Chandler Jacobs (Missouri City (Texas), USA, 12 de abril de 1999) es un jugador de baloncesto estadounidense. Con 1,91 metros de estatura juega en la posición de escolta en el Club Baloncesto Clavijo de la Segunda FEB.

## Trayectoria deportiva

### Universidad
Jacobs se formó en la Elkins High School de su ciudad natal en Missouri City (Texas). En 2017, el escolta ingresó en la Universidad Baptista de Dallas en la que estuvo durante cuatro temporadas jugando para los Dallas Baptist Patriots desde 2017 a 2021. 
En la temporada 2021-22, ingresa en la Universidad Estatal de Colorado, situada en Fort Collins, Colorado, para jugar la NCAA con los Colorado State Rams. Disputó una temporada, en la que promedió 5,7 puntos y 4,1 rebotes por partido.

### Profesional
Tras no ser drafteado en 2022, el 8 de agosto de 2022, firma por el Albacete Basket para disputar la Liga LEB Oro durante la temporada 2022-23. El 30 de diciembre de 2023 sufrió una grave lesión de tobillo en un partido ante el CB Almansa.
El 24 de julio de 2024, firma por el Club Melilla Baloncesto de la Liga LEB Plata.
El 21 de junio de 2025 fichó por el Club Baloncesto Clavijo de la Segunda FEB.